# Regne de Lanna
El regne de Lan Na o Regne de Lanna (lanna: ᩋᩣᨱᩣᨧᩢᨠᩕᩃ᩶ᩣ᩠ᨶᨶᩣ, pronunciació (International Phonetic Alphabet IPA) ʔaː.naː.tɕǎk.láːn.na "Regne d'un milió de Camps d'Arròs"; tailandès: อาณาจักรล้านนา, rtgs: Anachak Lan Na, pronunciació (International Phonetic Alphabet IPA) ʔunː naː tɕàk láːn na; birmà: ဇင်းမယ် ပြည်, IPA: zɪ́ɴmɛ̀ pjì; o ယွန်းပြည် yʊ́ɴ pjì, també conegut com a Lannathai, fou un estat indianitzat centrat en la actual Tailàndia del nord dels segles XIII al XVIII. Les cròniques pali es refereixen al regne com Yonarattha o Yonkarattha (Regne del Yuon) o de Bingarattha (Regne del Mae Ping). En la Història xinesa dels Yuan és anomenat Pa-pai-si-fu i és esmentat per primer cop el 1292.
El desenvolupament cultural de les poblacions tailandeses del nord havia començat molt de temps abans, ja que successius regnes van precedir Lan Na. Com a continuació del regne de Ngoenyang, Lan Na va emergir en el segle xv com a rival del regne d'Ayuthia (o Ayuttthaya) amb el qual es van lliurar diverses guerres. Tanmateix, el regne Lanna es va debilitar i va esdevenir un estat tributari de la dinastia Taungoo el 1558. Lan Na va ser governat per successius reis vassalls, encara que alguns d'aquests reis van gaudir d'àmplia autonomia. La sobirania birmana gradualment es va esvair però es va recuperar amb la nova dinastia Konbaung que va expandir la seva influència. Taksin del regne de Thonburi finalment va conquerir Lan Na dins 1775 i el va dividir en un nombre de regnes tributaris.

## Història

### Establiment
Mangrai, el 25è rei de Ngoenyang (modern Chiang Saen) de la dinastia Lavachakkaraj, la mare del qual era una princesa d'un regne a Sipsongpanna ("les dotze nacions"), va centralitzar als mueangs de Ngoenyang en un regne unificat o mandala i aliat al regne veí de Phayao. El 1262, Mangrai va traslladar la capital de Ngoenyang a la novament fundada Chiang Rai, ciutat anomenada en el seu propi honor. Mangrai llavors va expandir-se cap al sud i va sotmetre el regne Mon de Hariphunchai (centrat a la moderna Lamphun) el 1281.
Mangrai va canviar la capital diverses vegades. Després de traslladar-la a Lamphun la va abandonar a causa de fortes inundacions, i va anar tantejant fins que va resoldre construir i fixar-se a Wiang Kum Kam el 1286/1287, quedant-se allí fins al 1292 quan es va traslladar al que esdevindria Chiang Mai. Va fundar Chiang Mai el 1296, expandint-la per esdevenir la capital de Lan Na. Els suposats territoris de Mangrai de Lan Na van incloure la modernes províncies de Tailàndia del nord (amb excepció de Phrae – que era sota de Sukhothai, i Phayao i Nan que eren del regne de Payao), i Kengtung, Mong Nai (a la moderna Myannmar), i Chiang Hung (moderna Jinghong a Yunnan). També va sotmetre a vassallatge i va rebre tribut d'àrees del nord-oest del modern Vietnam, principalment a les valls dels rius Negre i Roig, i de la majoria del nord del modern Laos, a més del Sipsongpanna de Yunnan d'on la seva mare era originària. Lanna no fou un regne unificat sinó un conjunt de principats dirigits per un sobirà que dominava una part del territori gairebé com un principat més. El principat principal era el lloc de residència del sobirà, i sovint algun parent proper era virrei d'un altra zona (Chiang Mai, Chiang Rai) i hi havia un conjunt de principats sota prínceps tributaris vassalls (Chiang Saen, Lamphun, Lampang, Phrae i Nan) amb diversos cacicats dependents al seu entorn (Phayao, Mae Cham, Mae Sariang, Mae Hong Son, Fang, etc.). Els grups tribals de les muntanyes tenien una clara posició de submissió (no obstant algunes tribus mai no es van integrar en el sistema de Lanna, com les tribus d'origen karen); les famílies dels principals caps militars feien aliances matrimonials amb prínceps dels principats veïns com els dels estats Xan, Luang Prabang, Sipsongpanna, o de principats cap al sud com Pitsanulok, Supanburi, Lopburi i Ayudhaya i, per tant, les lluites entre ells foren habituals.

### Divisió i Prosperitat

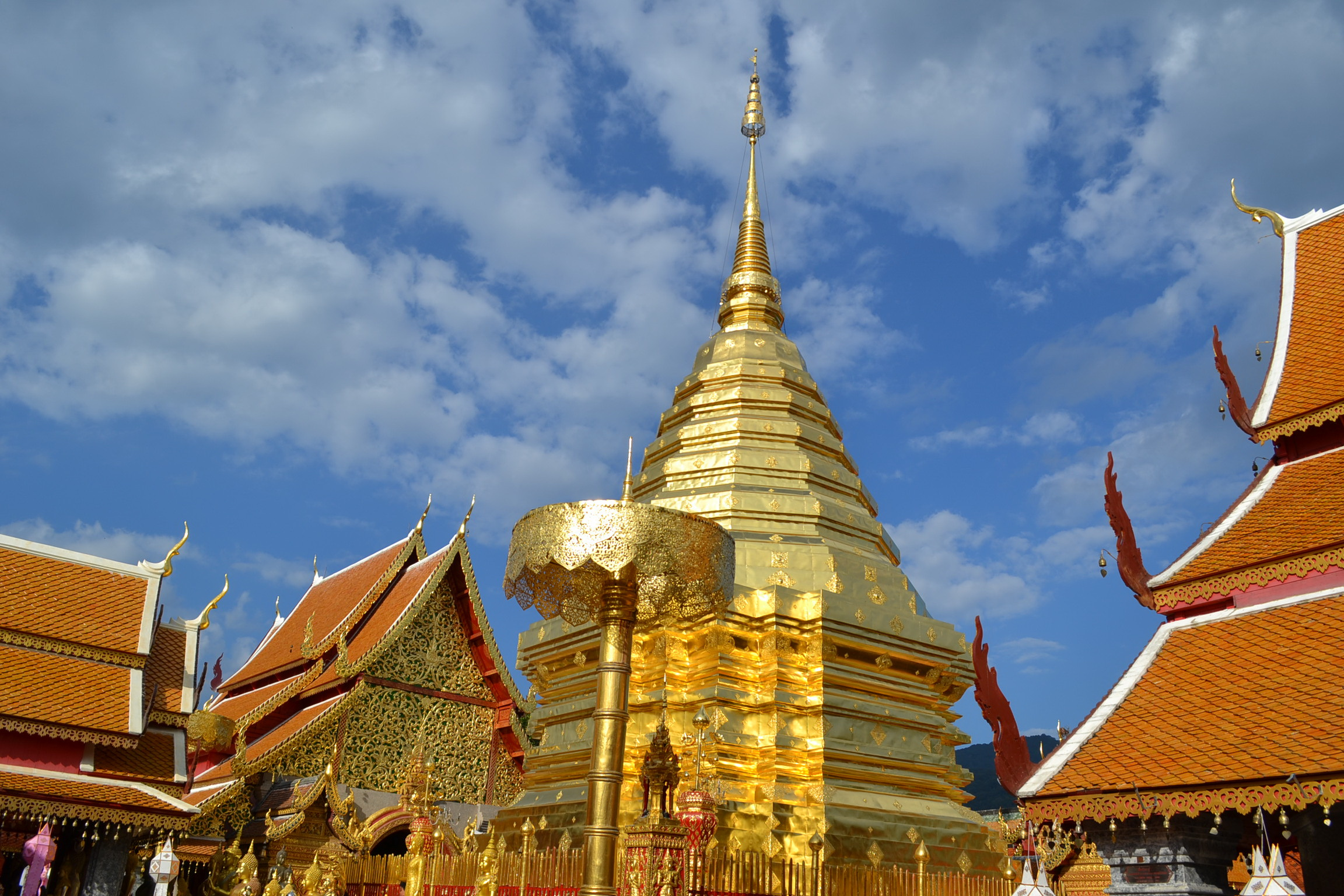
Chedi Central a Wat Doi Suthep, Chiang Mai

Al voltant de 1311, Mangrai va morir i va ser succeït pel seu segon fill Grama o Jayasangrama (Khun Hham). Aviat es va retirar a Chiang Rai i va nomenar al seu fill Saen Phu com Uparaja (virrei) de Chiang Mai. El fill petit de Mangrai, que era el governador de Mong Nai, va retornar per reclamar el tron, ocupant Haripunjaya. Saen Phu i el seu germà Nam Thuem van fugir amb el seu pare a Chiangrai. El príncep Nam Tuam va tenir èxit expulsant al seu oncle i restaurant a Saen Phu al tron el 1322 o 1324. Saen Phu va fundar la ciutat de Chiang Saen el 1325 o 1328, i va morir el 1334. El seu fill Kham Fu el va reemplaçar però va regnar només pocs anys i fou succeït pel seu fill Pha Yu, que va restaurar la capital altre cop a Chiang Mai. Allà va reforçar la ciutat i va construir el Wat Phra Singh.:226–227
El budisme Theravada va prosperar a Lan Na durant el regnat del religiós Kue Na que va establir el dhatu de Doi Suthep el 1386. Kue Na va promoure la secta Lankawongse i va convidar monjos de Sukhothai per reemplaçar l'existent Mon Theravada que Lan Na havia heretat de Haripunchai.
Lan Na va gaudir de pau de sota Saenmuengma (nom que significa deu mil ciutats arriben [per pagar tribut]). L'únic esdeveniment que va alterar la pau fou la rebel·lió del seu oncle el príncep Maha Prommatat. Aquest va demanar ajut a Ayutthaya i Borommaracha I d'Ayutthaya va enviar les seves tropes per envair Lan Na però va ser rebutjat. Això fou el primer conflicte armat entre els dos regnes.
Lan Na va fer front a invasions de la recent establerta dinastia Ming en el regnat de Sam Fang Kaen.

### Expansió sota Tilokkarat

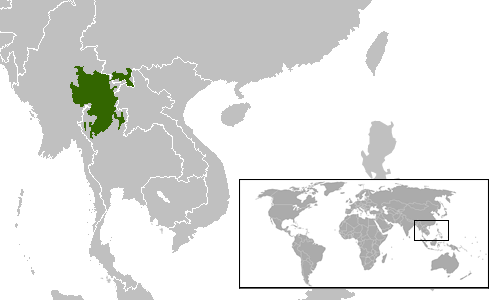
Mapa de Lan Na sota King Tilokkarat

El regne de Lan Na fou especialment fort sota Tilokkarat (1441–1487). Tilokkarat va enderrocar del tron al seu pare Sam Fang Kaen el 1441 i es va proclamar rei. El germà de Tilokkarat, Thau Choi, es va rebel·lar i va reclamar el tron pel seu pare i va buscar suport d'Ayutthaya. Borommaracha II va enviar les seves tropes a Lan Na el 1442 però altre cop les forces d'Ayuthaya foren rebutjades i la rebel·lió fou suprimida. Tilokkarat va conquerir el veí regne de Payao el 1456.
Al sud, el regne emergent d'Ayutthaya també creixia poderós. Les relacions entre els dos regnes havien empitjorat des del suport d'Ayutthaya a la rebel·lió de Thau Choi. El 1451, Yutthitthira, un príncep de Sukhothai que va tenir conflictes amb Trailokanat d'Ayutthaya, es va sotmetre a Tilokkarat. Yuttitthira va instar a Trilokanat a envair Pitsanulok sobre el que tenia reclamacions, iniciant-se amb això la guerra Ayutthaya-Lan Na en la vall superior del riu Chao Phraya (o sigui en el regne de Sukhothai). El 1460, el governador de Chaliang es va rendir a Tilokkarat. Aquest llavors va utilitzar una estratègia nova i es va concentrar en les guerres que afectaven Lan Na traslladant la seva capital a Pitsanulok. Lan Na Va patir diverses derrotes i finalment Tilokkarat va demanar la pau el 1475.
Després de conquerir Txampa en 1471, l'emperador vietnamita Lê Thánh Tông es va revenjar envaint Lan Xang, que va provocar el caos a Lan Xang seguit de molts intents de la família reial per apoderar-se del tron. Els primers èxits de la guerra van permetre a Đại Việt capturar la capital Luang Prabang i destruir la ciutat de Xiang Khouang a Muang Phuan, però la guerra va acabar com una victòria estratègica per a Lan Xang, ja que van poder forçar els vietnamites a retirar-se amb l'ajuda del Regne de Lanna i la dinastia Ming, entrant en un període de pau.
Tilokkarat fou també un gran patró del budisme Theravada. El 1477, el Consell budista de la Recompulació Tripitaka es va celebrar prop de Chiang Mai. Tilokkarat també va construir i rehabilitar molts temples notables. El 1480, Tilokkarat va enviar ajut al rei de Lan Xang per alliberar el seu regne de l'ocupació vietnamita. Tilokkarat Llavors es va expandir a l'oest cap als estats xans de Laihka, Hsipaw, Mong Nai, i Yawnghwe.

### Decadència
Després de Tilokkarat, Lan Na va patir les velles lluites entre prínceps que van impedir el regne la defensa contra el poder creixent dels veïns. Els xans llavors els va independitzar del control de Lan Na que Tilokkarat havia establert. El darrer governant fort fou Paya Kaew qui era el besnet de Tilokkarat. El 1507, Kaew va envair Ayutthaya però va ser rebutjat i poc després fou envaït al seu torn el 1513 per Ramathibodi II i Lampang va ser saquejada. El 1523, una lluita dinàstica es va produir a l'estat de Kengtung; una facció va buscar el suport de Lan Na mentre una altra facció va buscar el de Hsipaw. Kaew llavors va enviar l'exèrcit de Lan Na per recuperar el control a Kentung però fou clarament derrotat per l'exèrcit de Hsipaw. Les pèrdues foren tan enormes que Lan Na mai més va recuperar el control de la zona.
El 1538, el rei Ketklao, fill de Kaew, fou enderrocat pel seu propi fill Thau Sai Kam. No obstant Ketklao va ser restaurat el 1543 però patia una malaltia mental i va ser executat el 1545. La filla de Ketklao, Chiraprapha, llavors va succeir al seu pare com a reina regnant. Com que Lan Na va ser saquejada per les lluites dinàstiques, Ayutthaya i els birmans es van adonar de que tenien una oportunitat per incorporar el regne de Lan Na. Chairacha de Ayutthaya va envair Lan Na el 1545, però Chiraprapha va negociar la pau. Chairacha va retornar l'any següent, saquejant Lampang i Lamphun, i amenaçant la pròpia capital Chiang Mai. Així que Chiraprapha es va veure forçada a posar el seu regne sota sobirania d'Ayutthaya, quedant com un estat tributari.
Davant de les pressions dels invasors, Chiraprapha va decidir abdicar el 1546 i la noblesa va donar el tron al seu nebot (fill de la seva germana), príncep Chaiyasettha de Lan Xang. Chaiyasettha es va traslladar a Lan Na que llavors fou governada per un rei laosià. El 1547, Chaiyasettha va retornar a Lan Xang per reclamar el tron al que va pujar com Setthathirath. Aquest rei també va portar la maragda de Buddha de Chiang Mai a Luang Prabang (la qual seria més tard portada a Bangkok per Buddha Yodfa Chulaloke).
El nobles llavors van escollir com a nou rei de Lan Na a Meguti, el Shan saopha de Mong Nai, la família del qual estava emparentada a Mangrai. Es diu que, com que era un rei xan, Mekuti va violar diverses normes i creences de Lan Na.

### Govern dels birmans
El regne llavors va esdevenir una víctima del expansionisme del rei birmà Bayinnaung. Les forces de Bayinnaung van envair Lan Na des del nord, i Mekuti es va rendir el 2 d'abril de 1558. Animat per Setthathirath, Mekuti es va revoltar durant la Guerra birmano-siamesa (1563–1564). Però el rebel va ser capturat per forces birmanes el novembre 1564, i enviat a la capital birmana (que aleshores era Pegu). Bayinnaung llavors va posar a Visuttidevi, una princesa de Lan Na, com a reina regnant Després de la mort de la reina, Bayinnaung va instal·lar un dels seus propis fills, Nawrahta Minsaw (Noratra Minsosi), com a virrei de Lan Na, el gener de 1579. Birmània va permetre un grau substancial d'autonomia per Lan Na però controlant estrictament les prestacions personals i els tributs.
Després de Bayinnaung, el seu gran imperi es van enfonsar de pressa. Siam es va revoltar amb èxit (1584–1593), després del qual tots els vassalls de Pegu es van independitzar vers 1596–1597. Nawrahta Minsaw de Lan Na va proclamar la independència també el 1596. El 1602, Nawrahta Minsaw esdevenia tributari del rei Naresuan de Siam. Tanmateix, el control de Siam fou efímer. La sobirania efectiva va acabar amb la mort de Naresuan el 1605. Pel 1614, el control de Siam sobre Lan Na era com a màxim nominal. Quan els birmans van retornar, el governant de Lan Na, Thado Kyaw (Phra Choi) va demanar ajuda (i la va rebre) a Lan Xang, no al seu nominal sobirà el rei de Siam, el qual no va enviar cap mena d'ajut. Des de 1614, reis vassalls d'ascendència birmana van governar Lan Na durant més de cent anys. Siam va provar d'ocupar Lan Na el 1662–1664 però va fallar.
Per la dècada de 1720, la dinastia Toungoo era als seus darrers estadis. El 1727, Chiang Mai es va revoltar a causa dels alts impostos. Les forces de resistència van expulsar l'exèrcit birmà entre 1727–1728 i 1731–1732; després d'això Chiang Mai i la vall del Ping esdevenia independent. Chiang Mai va tornar a ser tributari altre cop el 1757 de la nova dinastia birmana. Es va revoltar altre cop el 1761 amb l'encoratjament siamès però la rebel·lió va ser suprimida el gener de 1763. El 1765, els birmans van utilitzar Lan Na com a punta de llança per envair els estats laosians i el propi Siam.

### Final del domini birmà
Al començament de la dècada de 1770, Birmània era al cim del seu poder militar des de Bayinnaung, havent derrotat a Siam (1765–67) i a la Xina (1765–69). Els comandants dels exèrcits birmans i els governadors es van "emborratxar de victòria". Aquest arrogant i repressiu comportament del govern birmà local va causar una rebel·lió a Lan Na. El nou governador birmà a Chiang Mai, Thado Mindin, fou irrespectuós envers alguns caps locals i a la gent i va esdevenir extremadament impopular. Un dels caps locals, Kawila de Lampang es va revoltar amb ajuda siamesa, i va capturar la ciutat el 15 de gener de 1775, acabant el 200 anys de sobirania birmana. Kawila va ser instal·lat com a rei de Lampang i Phraya Chaban com a rei de Chiangmai, tots dos com vassalls de Siam.
Birmània va provar de recuperar Lan Na el 1775–76, 1785–86 i 1797 però va fallar cada cop. En la dècada de 1790, Kawila va consolidar el seu control de Lan Na, ocupant Chiang Saen i Luang Prabang (1792–1794). Llavors va provar de conquerir l'estat xan de Kengtung i Sipsongpanna (1803–1808) però va fracassar. No obstant això, el regne de Chiang Mai, com a estat vassall de Siam, va subsistir.

## Llengua Lanna
Kham Mueang o Phasa Mueang (tailandès ภาษาเมืองภาษาเมือง:) és la forma parlada moderna de l'antiga llengua Lan Na. Kham Mueang significa "llengua dels principats" (Kham, llengua o paraula; mueang, ciutat, principat, regne) com oposat a les llengües de molts pobles tribals de les muntanyes en les àrees muntanyoses circumdants. La llengua pot ser escrita en la vella escriptura Lan Na, la qual té similituds al tailandès, però difereix significativament en les normes i formes. A causa de la influència de l'últim, també difereix significativament de la pronunciació moderna del Kham mueang.

## Escriptures històriques de Lan Na
- Les Cròniques de Chiang Mai - Probablement començades en el segle xv tardà i ampliades en cada còpia del manuscrit en fulles del palma. La versió actual és de 1828, la traducció anglesa està disponible com ISBN 974-7100-62-2.
- Jinakālamāli - Compost per Ratanapañña (segle xvi) un relat de l'eclosió inicial del budisme a Tailàndia i detalls de molts esdeveniments històrics.
- Zinme Yawazin - Crònica birmana de Zinme (Chiang Mai). Vegeu: 'The Zinme Yazawin', a: Forbes, Andrew, i Henley, David, Ancient Chiang Mai Volum 4. Chiang Mai, Cognoscenti Books, 2012. ASIN: B006J541LE

## Llista de reis

### Reis de Ngoen Yang
- Lawachangkarat o Lavachankaraja o Lao Chong
- Lao Kao Kaeo Ma Mueang
- Lao Sao
- Lao Tang o Lao Phang
- Lao Klom o Lao Luang
- Lao Leo
- Lao Kap
- Lao Khim o Lao Kin
- Lao Khiang (trasllat de la capital a Ngeon Yang)
- Lao Khiu
- Lao Thoeng o Lao Ting
- Lao Tueng o Lao Toeng
- Lao Khon
- Lao Som
- Lao Kuak o Lao Phuak
- Lao Kiu o Lao Kwin
- Lao Chong
- Chom Pha Rueang
- Lao Choeng o Phanya Coeng o Khun Chuang
- Lao Ngoen Rueang
- Lao Sin o Lao Chuen
- Lao Ming
- Lao Mueang o Lao Moeng
- Lao Meng ?-1259
- Mangrai el Gran 1259-1261

### Dinastia Mangrai de Lanna
- Mangrai 1259-1317
- Chai Songkhram 1317-1318
- Saen Phu 1318-1319
- Khrüa 1319-1322
- Nam Thuam 1322-1324
- Saen Phu (restaurat) 1324-1328
- Kham Fu 1328-1337
- Pha Yu 1337-1355
- Kü Na 1355-1385
- Saen Müang Ma 1401-1441
- Sam Fang Kaen 1401-1441
- Tilokaracha 1441-1487
- Yot Chiang Rai 1487-1495
- Müang Kaeo 1495-1526
- Ket Chettharat 1526-1538
- Chai 1538-1543
- Ket Chettharat (restaurat) 1543-1545
- Chiraprapha (reina) 1545-1546
- Setthathirat (rei de Lan Xang 1550-1571) 1546-1551
- Thao Mae Ku (reina) 1551
- Mekuti 1551-1564
- Wisutthithewi (reina) 1564
- Annexió a Birmània 1564-1578

### Primera dinastia birmana de virreis
- - Tharawaddy o Nawratha Minsaw (príncep birmà, virrei) 1578-1607
  - Thado Minsaw 1607-1609
  - Minye Deibba 1609-1614
  - Thadogyaw 1614-1615
  - Si Song Müang 1615-1631
  - Phraya Thipphanet 1631-1659
- Al regne de Phrae 1659-1672

### Dinastia birmana
- - Ingsemang (Ueng Sae) 1672-1675
  - Chephutarai 1675-1707
  - Mangraenara 1707-1727
  - Thep Sing (rebel) 1727

### Segona dinastia Tai
- Ong Kham 1727-1759
- Ong Chan 1759-1761 (tributari de Birmània 1757-1761)
- Khi Hut 1761-1763
- A Birmània 1763-1768

### Tercera dinastia birmana
- Abhayagamani 1763-1771
- Moyagamani 1768-1771
  - Thado Mindin (governador) 1768-1775
- Kawila de Lambang (rebel, funda de la dinastia Chao) 1771-1813 (tributari de Thonburi o Siam 1774-1813)

### Dinastia Chao
- Thamalangka 1813-1821
- Kham Fan 1821-1825
- Phutthawong 1825-1846
- Mahawong 1846-1854
- Govern tailandès directe 1854-1856
- Kavilorot 1856-1870
- Intanon 1871-1897
- Govern tailandès directe 1897-1901
- Suriyawong 1901-1911
- Inkaeo 1911-1939

## Principats feudataris
- Regne de Nan, després principat de Nan
- Principat de Phrae
- Principat de Lamphun
- Principat de Lampang
- Principat de Chiang Saen

## Senyories principals
- Mae Hong Son
- Phayao
- Mae Cham
- Mae Sariang
- Fang